# سوالبارد و یان ماین

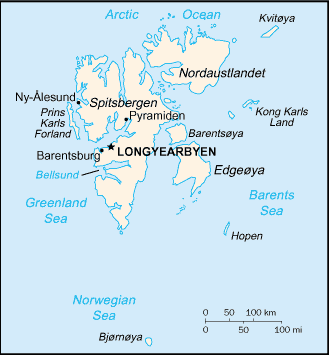
سوالبارد

سوالبارد و یان ماین یک تقسیم‌بندی آماری بر پایهٔ ایزو ۱-۳۱۶۶ از دو خشکی کشور نروژ در اقیانوس یخ‌بسته شمالی است.

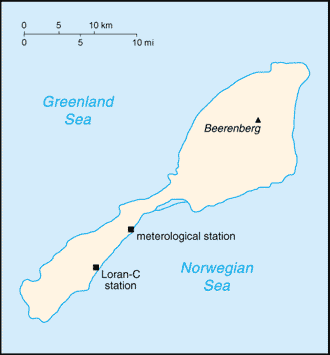
یان ماین

جزیره یان ماین و مجمع‌الجزایر سوالبارد به منظور تسهیل امور اداری در این طبقه‌بندی آماری قرار گرفته‌اند در صورتی‌که در تقسیمات کشوری ارتباط دیگری با هم ندارند.
به این دو منطقه دامنه اینترنتی .sj اختصاص داده شده‌است، ولی عملاً از همان دامنه نروژ .no استفاده می‌گردد.